# FC Speranța Crihana Veche
FC Speranța Crihana Veche was een Moldavische voetbalclub uit Crihana Veche, Cahul.
De club is op 12 maart 2009 opgericht in Crihana Veche dat ongeveer 5 kilometer ten zuiden van Cahul ligt.
Alle wedstrijden worden in Cahul gespeeld, in het stadion Raionul Atlant waar 1000 mensen in kunnen. In de zomerstop van 2012 werd het stadion flink gerenoveerd omdat het sterk verouderde stadion niet de kwalificaties had om thuisbasis te zijn voor een voetbalclub van het hoogste niveau.
Ze speelden vanaf het seizoen 2012/2013 in de Divizia Națională (de hoogste divisie van Moldavië) en degradeerden in 2014. In 2015 werd de club opgeheven

## Naam
Spreranța is het Roemeense woord voor 'Hoop'. De voorzitter en eigenaar Ion Groza heeft deze naam gekozen omdat hij 25 jaar geleden in het zuiden van Moldavië een Baptistengemeente opgericht heeft die zeer veel werk verricht in het arme zuiden. Hij is tevens directeur van een Moldavische zendingsorganisatie.